# 東広島映画祭
東広島映画祭(ひがしひろしまえいがさい、英: Higashi-Hiroshima Film Festival)とは、日本の広島県東広島市で開催されていた映画祭。略称は「H2F2」。

## 概要
広島大学のサークル、東広島映画祭実行委員会のメンバーが主催する映画祭である。2007年以降、T・ジョイ東広島で開催され、2013年の第7回まで毎年開催された。長編映画の上映、自主制作ショートフィルムコンペティションなどが行われていた。
2012年7月7日・8日に第6回東広島映画祭が開催。なお、この会および2013年の第7回は、会場がT・ジョイ東広島から酒蔵通りであった。

## 第1回
- 2007年12月1日（映画の日）に開催。来場者は300人以上。
- 会場：T・ジョイ東広島
- ゲスト：浜本正機監督
- 上映作品：『あかね空』、『かもめ食堂』、『ジョゼと虎と魚たち』、『ゆれる』。自主制作映画の上映も。

## 第2回
- 2008年12月22日から23日にかけてオールナイトで開催。
- 会場：T・ジョイ東広島
- ゲスト：映画配給会社プレノンアッシュ社長・篠原弘子
- 上映作品：『チルソクの夏』、『博士の愛した数式』、『フラガール』、『リトルミスサンシャイン』。自主制作映画の上映も。
- 半券による福引を実施。

## 第3回
- 2009年12月28日から29日にかけてオールナイトで開催。
- 会場：T・ジョイ東広島
- ゲスト：熊澤尚人監督
- 上映作品：『虹の女神～Rainbow Song～』、『トンマッコルへようこそ』、『イントゥ・ザ・ワイルド』、『ベイ・フォワード 可能の王国』
- 自主制作ショートフィルムコンペティションを実施。
- 東広島映画祭の宣伝CMを制作。
- クイズ企画「クイズ☆ヒガシヒロシマ」

## 第4回
- 2010年10月23日から24日にかけてオールナイトで開催。
- 会場：T・ジョイ東広島
- ゲスト：佐々部清監督
- 上映作品：『三本木農業高校、馬術部』、『コーラス』、『トウキョウソナタ』、『百万円と苦虫女』、『グッバイ、レーニン!』
- 自主制作ショートフィルムコンペティションを実施。
- お楽しみ企画「シネマdeビンゴ」

## 第5回
- 2011年12月3日から4日にかけてオールナイトで開催。
- 長崎俊一監督によるトークショー、まなみのりさによるライブも行われた。
- 上映作品：『少女たちの羅針盤』、『運命じゃない人』、『50回目のファーストキス』、『南極料理人』
- 自主制作ショートフィルムコンペティションでは、高嶋義明監督による『切符師～SEPPUSHI～』が最優秀作品賞、 文晟豪 （ムン ソンホ）監督による『Mr．CM （ミスターセンチメートル）』が優秀作品賞を受賞した。